# Амидоиодид ртути(II)
Амидоиодид ртути(II) — неорганическое соединение,
амид ртути и иодистоводородной кислоты
с формулой Hg(NH2)I,
серо-белые кристаллы,
разлагается в воде.

## Получение
- Растворение иодида ртути(II) в подщелочённом растворе аммиака [1]:

{\displaystyle {\mathsf {HgI_{2}+NH_{3}+KI\ {\xrightarrow {}}\ Hg(NH_{2})I+KI+H_{2}O}}}

## Физические свойства
Амидоиодид ртути(II) образует серо-белые кристаллы.
С иодидом ртути(II) образует комплексы вида Hg(NH2)I•HgI2.

## Химические свойства
- При реакции реактива Несслера с аммиаком, в зависимости от концентрации, образуется Hg(NH2)I•HgI2 или Hg(NH2)I•HgO.